# Polystachya macropoda
Polystachya macropoda är en orkidéart som beskrevs av Victor Samuel Summerhayes. Polystachya macropoda ingår i släktet Polystachya och familjen orkidéer. Inga underarter finns listade i Catalogue of Life.